# Шамашша, Йожеф
Йожеф Шамашша (венг. Samassa József; 30 сентября 1828, Араньошмарот, королевство Венгрия, Австрийская империя — 20 августа 1912, Эгер, Австро-Венгрия) — австро-венгерский кардинал. Епископ Сепеше (Спиша, сейчас Словакия) с 26 июня 1871 по 25 июля 1873. Архиепископ Эгера с 25 июля 1873 по 20 августа 1912. Кардинал-священник с 11 декабря 1905, с титулом церкви Сан-Марко с 6 декабря 1906.